# Aimé-Henry Résal
Aimé-Henry Résal, född 27 januari 1828 i Plombières-les-Bains, departementet Vosges, död 22 augusti 1896 i Annemasse, departementet Haute-Savoie, var en fransk ingenjör; far till Jean Résal.
Résal blev 1872 professor vid École polytechnique och 1877 vid École des mines i Paris. Han var en framstående teknisk skriftställare särskilt inom den tillämpade mekanikens område. Han invaldes 1873 som ledamot av franska Vetenskapsakademien och 1887 som utländsk ledamot av svenska Vetenskapsakademien.